# Convoy, Ohio
Convoy là một làng thuộc quận Van Wert, tiểu bang Ohio, Hoa Kỳ. Năm 2010, dân số của làng này là 1085 người.

## Dân số
- Dân số năm 2000: 1110 người.
- Dân số năm 2010: 1085 người.